# Coupe de l'UFOA 1987
Navigation
Édition précédente Édition suivante
La Coupe de l'UFOA 1987 est la onzième édition de la Coupe de l'UFOA, qui est disputée par les meilleurs clubs d'Afrique de l'Ouest non qualifiés pour la Coupe des clubs champions africains ou la Coupe d'Afrique des vainqueurs de coupe. 
Toutes les rencontres sont disputées en matchs aller et retour. Cette compétition voit le sacre du club de Cornerstones FC du Ghana qui bat les Ivoiriens du Stella Club d'Adjamé en finale.

## Premier tour
| Équipe 1                | Résultat      | Équipe 2                       | Aller | Retour |
| ----------------------- | ------------- | ------------------------------ | ----- | ------ |
| Stella Club d'Adjamé    | 1e - 1        | ASFAG Conakry                  | 0 - 0 | 1 - 1  |
| Invincible Eleven       | 4 - 4e        | Buffles du Borgou              | 4 - 1 | 0 - 3  |
| ASC Diaraf              | 3 - 3 0-3 tab | Iwuanyanwu Nationale           | 3 - 0 | 0 - 3  |
| Cornerstones FC         | 4 - 2         | OC Agaza                       | 3 - 0 | 1 - 2  |
| Djoliba AC              | 2 - 1         | Sierra Fisheries               | 1 - 0 | 1 - 1  |
| (T) Africa Sports       | -             | Sport Bissau e Benfica forfait | -     | -      |
| Imraguens de Nouadhibou | -             | exempt                         | -     | -      |

## Quarts de finale
| Équipe 1                | Résultat      | Équipe 2             | Aller | Retour |
| ----------------------- | ------------- | -------------------- | ----- | ------ |
| Djoliba AC              | 1 - 3         | Stella Club d'Adjamé | 0 - 2 | 1 - 1  |
| Buffles du Borgou       | 0 - 3         | Cornerstones FC      | 0 - 0 | 0 - 3  |
| Iwuanyanwu Nationale    | 1 - 1 1-4 tab | Africa Sports (T)    | 1 - 0 | 0 - 1  |
| Imraguens de Nouadhibou | -             | exempt               | -     | -      |

## Demi-finales
| Équipe 1             | Résultat      | Équipe 2                | Aller | Retour |
| -------------------- | ------------- | ----------------------- | ----- | ------ |
| (T) Africa Sports    | 0 - 0 4-5 tab | Cornerstones FC         | 0 - 0 | 0 - 0  |
| Stella Club d'Adjamé | 4 - 3         | Imraguens de Nouadhibou | 2 - 2 | 2 - 1  |

## Finale
- Matchs disputés les 27 septembre et 11 octobre 1987.

| Équipe 1             | Résultat      | Équipe 2        | Aller | Retour |
| -------------------- | ------------- | --------------- | ----- | ------ |
| Stella Club d'Adjamé | 2 - 2 2-4 tab | Cornerstones FC | 1 - 1 | 1 - 1  |